# Big Boy Restaurants
O Big Boy Restaurant Group, LLC, conhecido como Big Boy, é uma rede americana de restaurantes casuais com sede em Southfield, Michigan. O nome Big Boy, a estética do design e o cardápio foram licenciados anteriormente para vários franqueados regionais.
A Big Boy começou como Bob's Pantry em 1936 por Bob Wian em Glendale, Califórnia. Os restaurantes ficaram conhecidos como "Bob's", "Bob's Drive-Ins", "Bob's, Home of the Big Boy Hamburger", e (comumente como) Bob's Big Boy. Tornou-se uma cadeia local com esse nome e nacionalmente com o nome Big Boy, franqueada pela Robert C. Wian Enterprises; Wian só exigia que os franqueados usassem "Big Boy" e não incluíssem seu nome "Bob's". A Marriott Corporation comprou a Big Boy em 1967. Um dos maiores operadores de franquia, Elias Brothers, comprou a rede da Marriott em 1987, transferiu a sede da empresa para Warren, Michigan, e a operou até a declaração de falência em 2000. Durante a falência, a rede foi vendida ao investidor Robert Liggett, Jr., que assumiu o cargo de presidente, renomeou a empresa como Big Boy Restaurants International e manteve a sede em Warren. Em 2018, a Big Boy foi vendida a um grupo de investidores de Michigan e renomeada como Big Boy Restaurant Group, com David Crawford como presidente, CEO e coproprietário da nova empresa. Em janeiro de 2020, Tamer Afr substituiu Crawford como presidente, CEO e coproprietário. Em abril de 2024, a empresa operava um total de 55 estabelecimentos nos Estados Unidos: 51 restaurantes com a marca "Big Boy" em Michigan, Nevada, Dakota do Norte e Ohio; e quatro locais adicionais na Califórnia com a marca "Bob's Big Boy". Um local Big Boy também opera na Tailândia.
Imediatamente após a compra pela Liggett, a Big Boy Restaurants International - então conhecida como Liggett Restaurant Enterprises - negociou um acordo com a outra grande operadora de franquias, a Frisch's Restaurants. As marcas registradas da Big Boy em Kentucky, Indiana e na maior parte de Ohio e Tennessee foram transferidas para a propriedade da Frisch's; todos os outros territórios da Frisch's foram transferidos para a Liggett. Assim, a Frisch's não é mais uma franqueada, mas o Big Boy Restaurant Group e a Frisch's são agora co-registrantes independentes do nome e da marca registrada Big Boy. A Frisch's opera cerca de 90 restaurantes Big Boy nos Estados Unidos, dos quais 10 são franqueados.
A Big Boy Japan, também independente do Big Boy Restaurant Group, opera 274 restaurantes no Japão.

## Características
A cadeia é conhecida pelo ícone de um rapaz empalhado que segura um cheeseburger de grandes dimensões numa mão. O ícone foi inspirado por Richard Woodruff (1932-1986) de Glendale, Califórnia. A Warner Bros. produziu uma banda desenhada intitulada: The Adventures of Big Boy comic book. A cadeia desenvolveu uma série de hambúrgueres de grandes dimensões que eram feitos com um pão central, uma ideia que levou o McDonald's a desenvolver o Big Mac. A cadeia de restaurantes também oferece sanduíches grandes, como o Brawny Lad (um bife russo coberto com cebolas).